# Економіка Стародавнього Риму

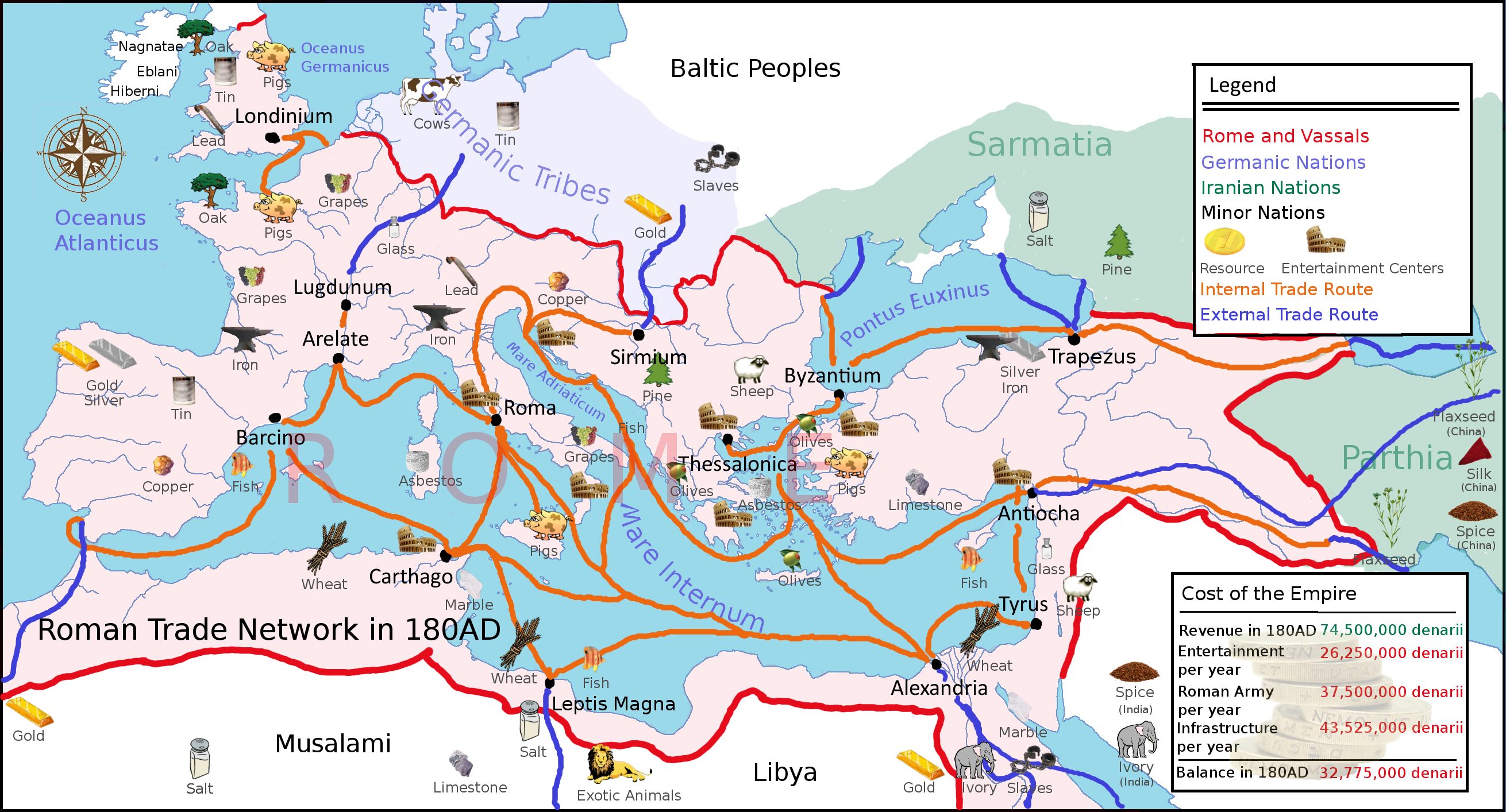
Римські торгові шляхи наприкінці II ст.

Економіка Стародавнього Риму — система економічних відносин, що розвивалася з царського періоду до імперського. Вона базувалася на рабовласництві, основою було сільське господарство й скотарство, в меншій мірі торгівля, фінанси, добування металів, ремісництво.

## Історія
На початку залізного віку (ІХ ст. до н. е.) економіка народів центральної Італії базувалася майже виключно на продуктах скотарства та землеробства. Це була натуральна економіка: призначенням продукції було насправді сімейне або племінне власне споживання. Рим розвинувся завдяки своєму розташуванню на торговельному шляху між етруськими містами та грецькими колоніями Кампанії по маршруту північ-південь. Саме в перетині річки Тибр було вигідне розташування, оскільки тут спочатку купці зупинялися, а потім торгували між собою. До того ж пагорби Риму було вкрито лісами, де було багато дичини, ягід та джерел питної води. Тому вже в економіці царського Риму торгівля відіграла ключову роль.
Економіка республіканської доби Стародавнього Риму (з V до І століття до н. е.) переважно ґрунтувалася на виробництві та розподілі сільськогосподарської продукції (значна частина виробництва була спрямоване на власне споживання). Клас аристократів (патриціїв), який на той час відповідав найбагатшому соціальному класу, складався переважно з великих землевласників, які особисто стежили за управлінням господарств (віллами). Лише в пізньореспубліканську добу соціальний клас торгівців, ремісників і фінансистів, вихідці якого були зі стану вершників або з вільновідпущеників, набув значної ваги.
У перші два століття Римської імперії розвиток економіки фактично ґрунтувався на військових завоюваннях, які забезпечували розподіл землі легіонерам чи заможним сенаторам, товарами, якими можна торгувати, а рабів без особливих витрат використовувати. Насправді він залишався в стані застою, який став занепадом (занепадом сільськогосподарського виробництва та скороченням великих торгових потоків) із закінченням фази великих завойовницьких воєн (II ст. н. е.). Зрештою Римська імперія, з одного боку, виявилася нездатною досягти ендогенного економічного розвитку (не залежного від завоювань), та вирішити проблему збільшення державних витрат, насамперед на військо та апарат чиновників. Серйозна криза, що виникла, поступово призвела до її економіного занепаду. Справу довершили вторгнення германських та інших племен.

## Населення
Демографічний стан царського періоду оцінити доволі важко. Ймовірно в цей період кількість населення становило від 2 до 10 тис. осіб. Також замало відомостей про республіканський період.
Оцінки населення Римської імперії коливаються від 60-70 млн до 100 млн осіб. Найбільшими міста та економічними центрами відповідно були Рим (1—1,5 млн осіб), Александрія Єгипетська (0,5—1 млн.), Новий Рим (0,5 млн.), Антіохія (400 тис. осіб), Карфаген (бл. 300 тис. осіб), Лептіс-Магна і Аквілея (по 100 тис. осіб), Немаус і Капуя (по 70 тис. осіб), Августа Треверорум, Коринф і Медіолан (по. 50 тис.) Війни з Парфією та маркоманами, потім внутрішні війни, втрата декількох провінцій, найбільшими з яких були 3 досить щільно населенні дакійські, епідемії 250—270 років зменшило населення імперії до близько від 50 до 80 млн.

## Основні галузі

### Землеробство
У царський період й ранню республіканську добу найпоширенішою формою ведення господарства, яке базувалося на невеликій власності, де римський громадянин особисто працював у господарстві за допомогою рабів чи самозайнятих робітників. На ринок потрапила лише незначна частина сільськогосподарської продукції, більшість призначалася на потреби родини. В цей період основною кульутрою була пшениця.
Починаючи з ІІ століття до н. е. безперервні війни призвели до того, що дрібні власники, які становили основу давньоримської армії в цей період, тривалий час були відірвані від своїх ділянок, внаслідок чого їх господарства погано оброблялися або не могли сплачувати державні податки. Наслідком цього було розорення. Також значний удар по дрібному власнику землі завдали військові дії Ганнібала під час Другої пунічної війни, який сплюндрував значні області в центральній та південній Італії.
Перемоги Риму призвели до того, що збільшилося кількість рабів, яких переважно застосовували в обробці землі великі землевласники. Таким чином, дрібні господарі не витримували конкуренції з цією майже безкоштовною робочою силою. До цього додалося ввезення великих обсягів дешевої продукції з підкорених областей з-поза меж Італії. Більшість наймалися до великих землевласників, або поповнювали ряди міського плебсу, насамперед пролетаріату.

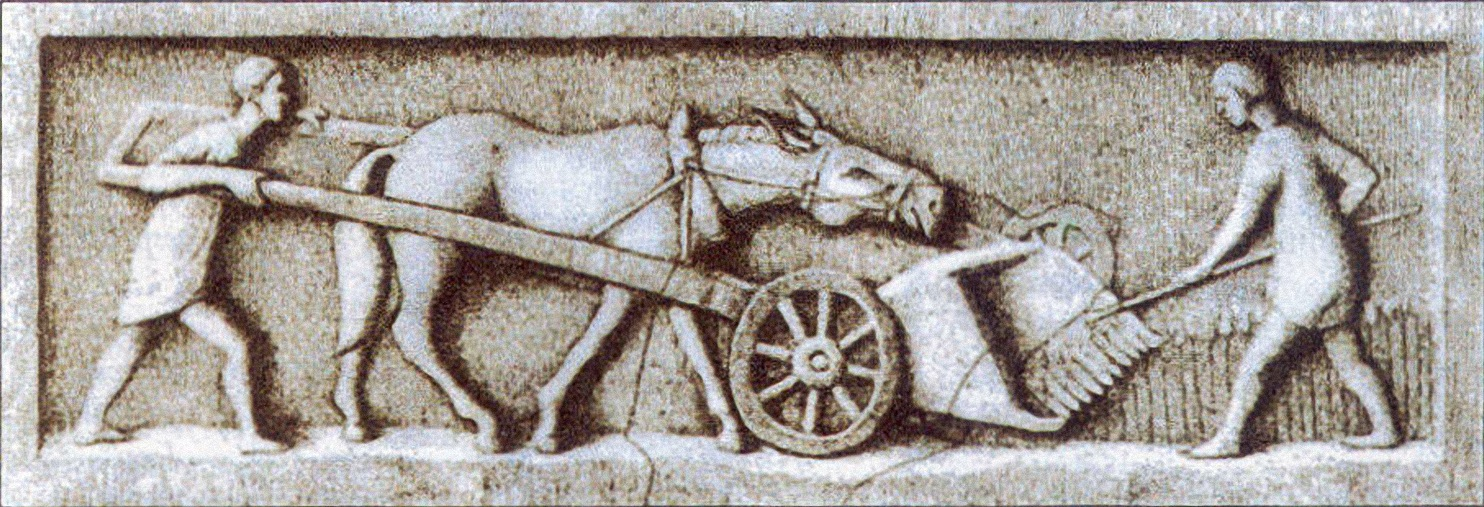
Обробка землі

Втім така ситуація викликала соціальне напруження. Цю проблему спробував розв'язати Тиберій Семпроній Гракх, що намагався провести закон, відповідно до якого впроваджувалося обмеження володіння державною землею в розмірі 125 га і перерозподілив надлишки земель для розорених селян. Родина могла мати 500 югерів землі плюс 250 на кожну дитину, але не більше 1000. Конфісковану землю треба було розподілити так, щоб у кожної родини селянського населення було 30 югерів (7,5 га). Внаслідок спротиву великих землевласників реформа виявилася урізаною, що не вирішило проблеми. Сам Гракх загинув у боротьбі з нобілями.
Проблема володіння землею, наділення нею римських громадян, насамперед легіонерів, залишалася гострою протягом усієї республіканської доби, й навіть на початку Римської імперії.

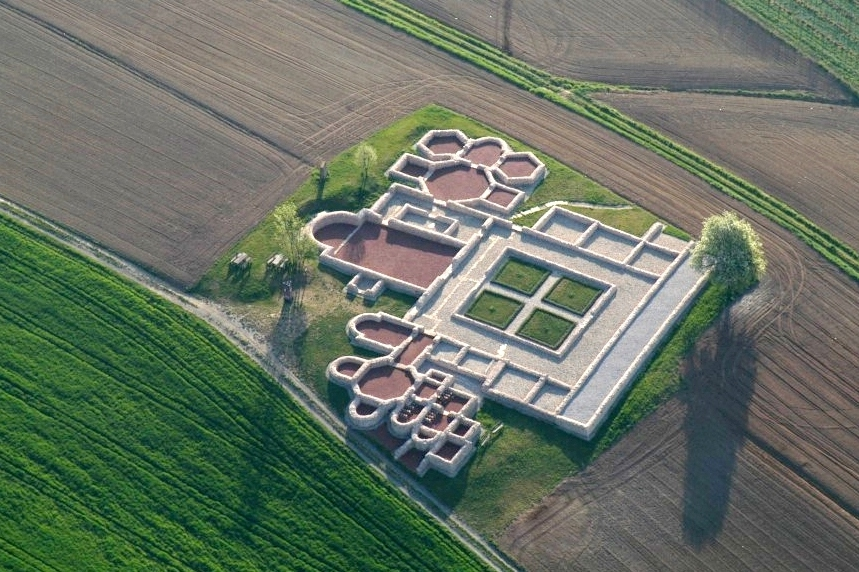
Сільська вілла

З Пізньої Республіки сільськогосподарське виробництво все більше концентрувалося в латифундіях і сільських віллах (Італія, Сицилія, провінції Африка, Азія, Ближня і Дальня Іспанія, Нарбоннська Галлія, Ахайя), де рабська праця була організована високоефективно для того, щоб зробити надмірну продукцію для продажу на міських ринках. В інших підкорених землях переважно залишалося традиційне ведення господарства (дрібні або середні власники, родове або плем'яне володіння тощо). Найбільший розквіт імперської економіки припав на II ст. н. е.
Важливим стимулом збільшення продуктів землеробства була давньоримська армія, яка постійно потребувала великої кількості харчів, а також інших товарів. Розташування легіонів в різних частинах імперії, а особливо на кордонах сприяло налагодженню шляхів та засобів доправляння продуктів до військових таборів.
Майбутній занепад імперської економіки був також наслідком поступового занепаду сільського господарства, яке поступово втрачало можливість забезпечувати міські ринки. Крім того, оскільки сільське господарство дозволило знизити прибуток від торговельних та лихварських позик, великі землевласники не бажали вкладати гроші для підвищення продуктивності своїх земель. Виробнича криза проявилася у ІІІ ст., до якої додалася політична нестабільність, постійне збільшення оподаткування, інфляція (ціни у порівнянні з II ст. зросли в 80 разів), війни з Парфянами, напади германських племен, насамперед готів і герулів.
Впровадження колонату дозволили відновити виробництво раніше занедбаної землі, оскільки тепер раб мав більше стимулів обробляти землю. Втім навіть колонат не вирішив сільськогосподарської кризи. Багато людей, роздратовані війнами та надмірністю оподаткування, почали організовувати банди грабіжників, що з III ст. набули розмаху. До цього додалося відволікання армій на боротьбу за владу. Багато легіонерів військ претендентів або повалених імператорів також йшли в ліси та гори, поповнюючи банди, які завдавали шкоди торгівцям на шляхах. Навіть в IV ст. 80 % населення залежало від натурального сільського господарства.

#### Зернові
Вирощували переважно пщеницю і ячмінь. Пшениця м'яка вирощувалась там, де особливо придатними були ґрунт та клімат (Галлія та Північна Італія). У більш сухих районах замість цього вирощували тверду пшеницю. У більш холодних і вологих регіонах звичайно вирощували спельту. В свою чергу ячмінь культивували там, де ґрунт не був дуже родючим для вирощування пшениці.
Давні римляни знали різні типи оранки для різної типології оранки. У багатьох районах Італії відбулося підвищення прибутковості завдяки більш інтенсивній оранці, що робилася на більшій глибині та в довгостроковій перспективі. Гній також застосовували як добрива, особливо навколо Середземноморського басейну. Деякі території були тоді надзвичайно родючі, наприклад, долина Нілу в Єгипті, де зрошення було природним. На деяких територіях, таких як Палестина, пшеницю вирощували щорічно.
Коефіцієнт посіву та врожаю зазвичай становив 3:8, а в деяких районах, таких як Етрурія, воно могло досягти співвідношення 1:15. У Палестині виробничий коефіцієнт становив 1:7, тоді як у Греції 4,5:7.
В імперський період 80 тис. тонн пшениці щороку перевозили з Олександрії до Остії. Торгові кораблі з пшеницею часто супроводжувались римським військовим флотом для захисту від піратів. Потім пшеницю помістили у велетенські комори (хореа) у порту Остія (розмірами 120х80 м).

#### Вирощування оливок
Основними регіонами, де вирощували оливки були Апулія, Нова Африка, Триполітанія, Дальня Іспанія (в подальшому Бетіка), Тарраконськ Іспанія. З II ст. н.е. найбільшим виробликом оливкової олії стала провінція Бетіка. Оливки були одним з важливіших продуктів, оскільки все готувалося на оливковій олії (давні римляни та більшість підвладних народів не використовували вершкове масло). Також олія застосовувалася для ламп й змащування тіла.
Оливкове дерево вирощували технікою терасування. Марк Порцій Катон Старший стверджував, що лози та оливкові дерева є найприбутковішими культурами, приріст прибутку становить від 7 до 10 %. Кожний дорослий мешканець Риму щорічно вживав близько 22 л олії. 
Оливкові плантації знаходилися в руках великих господарів, оскільки дрібні власники не могли нести значних витрат, пов'язаних з придбанням та утримання дорогого обладнання, зокрема спеціальних млинів для віджиму та печей для виготовлення амфор для олії.

#### Виноробство
Виноград в майже кожному господарстві стали вирощували після підкорення Кампанії та Великої Греції (III ст. до н. е.). Тоді ж у греків навчилися технікам виготовлення та культурі споживання вина. Втім виноробство у великих кількостях тривалий час було монополією великих господарств, вважалося елітарним продуктом. Виноградну лозу вирощували технікою терасування.

Римська амфора для вина

З часу утворення Римської імперії відбувся поштовх до виробництва вина, який перейшов від елітарного продукту до перетворення напою для щоденного вживання. Згідно Колумелли гарний ґрунт міг давати до 1750 літрів вина з 1 югера. Вирощування виноградної лози стає особливо вигідним, тому у 90 році імператор Доміціан був змушений видати едикт, який, залежно від провінцій, обмежив урожай винограду наполовину від початкового розширення виноградників. В результаті виноробство розширюється на Піреннеях та в Галлії, насамперед в сучасній Шампані та Гасконі.
Завдяки техніці консервування (особливо кипіння), вино було сиропоподібною речовиною, дуже солодкою і дуже міцною. Тому потрібно було розводити його водою і додати мед або спеції, щоб отримати більш приємний смак.
В ранньоімперську добу особливо відомими були італійські вина південного Лаціуму та Північної Кампанії, такі як цекубське, фунданське, сетінське, фалернське й альбанське. Починаючи з II століття виноградарство широко поширилося в районі між річками Мозель та Рейн. Втім італійські вина становили основу виробництва. Так, в імперський період їх завозили  до Галлії у кількості 120 тис. гектолітрів на рік.

#### Овочівництво
В царській та республіканській період овочі переважно вирощували для власних потреб. Їх перелік був доволі невеликим. Зростання міст в пізньоримський період призвів до створення відповідних садів, де вирощували бобові (квасолю, горох, нут), капусту, цибулю-порей, спаржу, салат, коренеплоди (селеру, цибулю, фенхель, редьку), лікарські трави та спеції (гірчицю, чебрець, м'яту, кмин, червіль), мальву, люльник тощо. Сівозміна була здійснена таким чином, щоб сад можна було використовувати цілий рік.

### Скотарство
В царські період та в республіканську добу до Другої пунічної війни основу скотарства становило вирощування дрібної худоби. Велика рогата худоба застосовувалася лише для обробки землі. Оскільки ділянки загалом були невеликі, то необхідність у великих обсягів такої худоби не було.
Перемоги над Карфагеном і Македонією, збільшення кількості рабів та розширення кількості великих власників, утворення латифундій й вілл призвело до потреби в обробці великих площ. Тому зростає вирощування великої рогатої худоби. Зростання міст, насамперед Риму, призвело до збільшення попиту на молочну продукцію, м'ясо, шерсть та шкіру.
Поширюється свинарство. Свині особливо цінувалися з Лаціуму, Кампанії та долині По, де були великі господарства. Порода римських свиней була худорлява та волохата.

### Птахівництво і рибальство
В царській й впродовж майже усього республіканського періоду римляни вирощували переважно кур та качок, але у великих господарствах. Тому значний відсоток птахів, що продавали на ринках, становили птахи з лісів та полів, яких було впольовано. З кінця республіканського періоду поступово починають вирощувати фазанів, кур, качок. павичів й голубів у великих обсягах. Для цього виокремлюють значні ділянки на віллах.
З I ст. до н. е., коли Сергій Ората винайшов гіпокауст й застосував його для підігріву води, де став вирощувати різну рибу, римляни почали майже промислове рибництво. Втім значний прошарок продовжували становити рибалки, особливо у провінціях. Уся риба та морепродукти, що водилися в Середземноморському басейні, використовувалося на місцевих ринках. До заможних містян привозилися продукти з далеких країн: устриці з Галлії та Британії, осетри з Азовського моря тощо.

### Гірнича справа

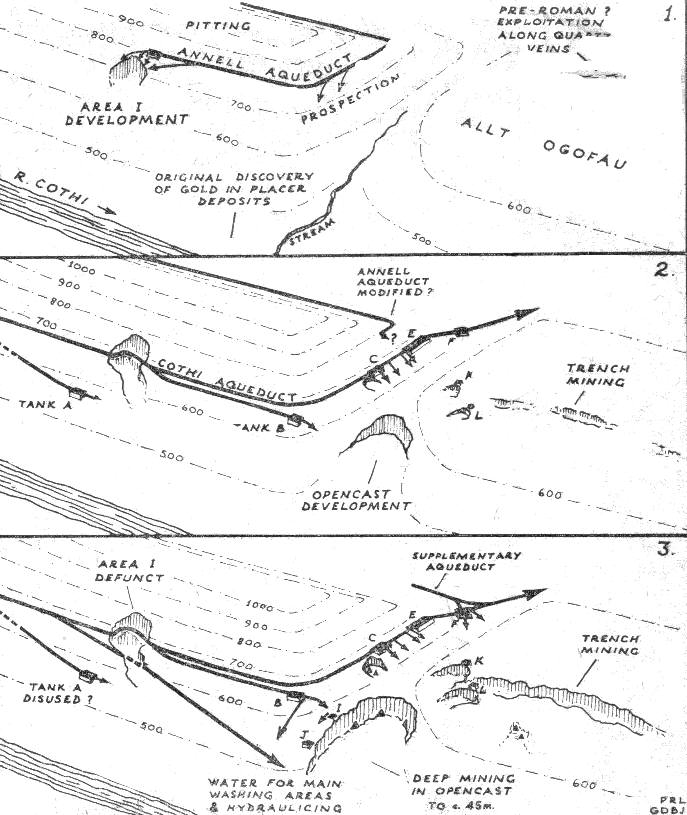
Схема гідравлічного добування руди

Винахід (ІІ ст. до н. е.) і широке застосування техніки гідравлічного видобутку руди, коли водна течія розкривала (відкривала) гірничу жилу. сприяв розширення гірничих робіт та добування металів у майже в промислових масштабах. Згідно з Плінієм Старшим щорічно добувалося 82 500 т заліза, 15 тис. т міді, 80 тис. т свинцю, 200 т срібла, 9 т золота. Срібло і золото спочатку переважно добувалися в Астурії, Галлеції та Лузітанії. У II ст. було відкрито золоту копальню в землях силурів (сучасний Кармартеншир, Уельс).
В якості палива в металургії використовувалося деревина та кам'яне вугілля. Збільшення потреб призвело з кінця II ст. н. е. до широкої експлуатації копалень кам'яного вугілля в Римській Британії. а бітумінозного вугілля — у Верхній Германії. останнє використовувалося насамперед для плавлення залізних руд.

### Ремісництво
Протягом царського і республіканського періоду існували порівняно невеличкі майстерні для продажу товарів в містах. Для своїх потреб великі землевласники тримали спеціальні майстерні на віллах чи латифундіях. Тут вироблялися товари для власних потреб (посуд, одяг), знаряддя праці. Втім якщо в царський період застосовувалася власна праця та членів родини, то в республіканський — все більше рабська. Також з III ст. до н.е. все більше розвивається реміснича спеціалізація за містом: в Римі — шкіряні та ткацькі вироби, Путеолах — зброя тощо.

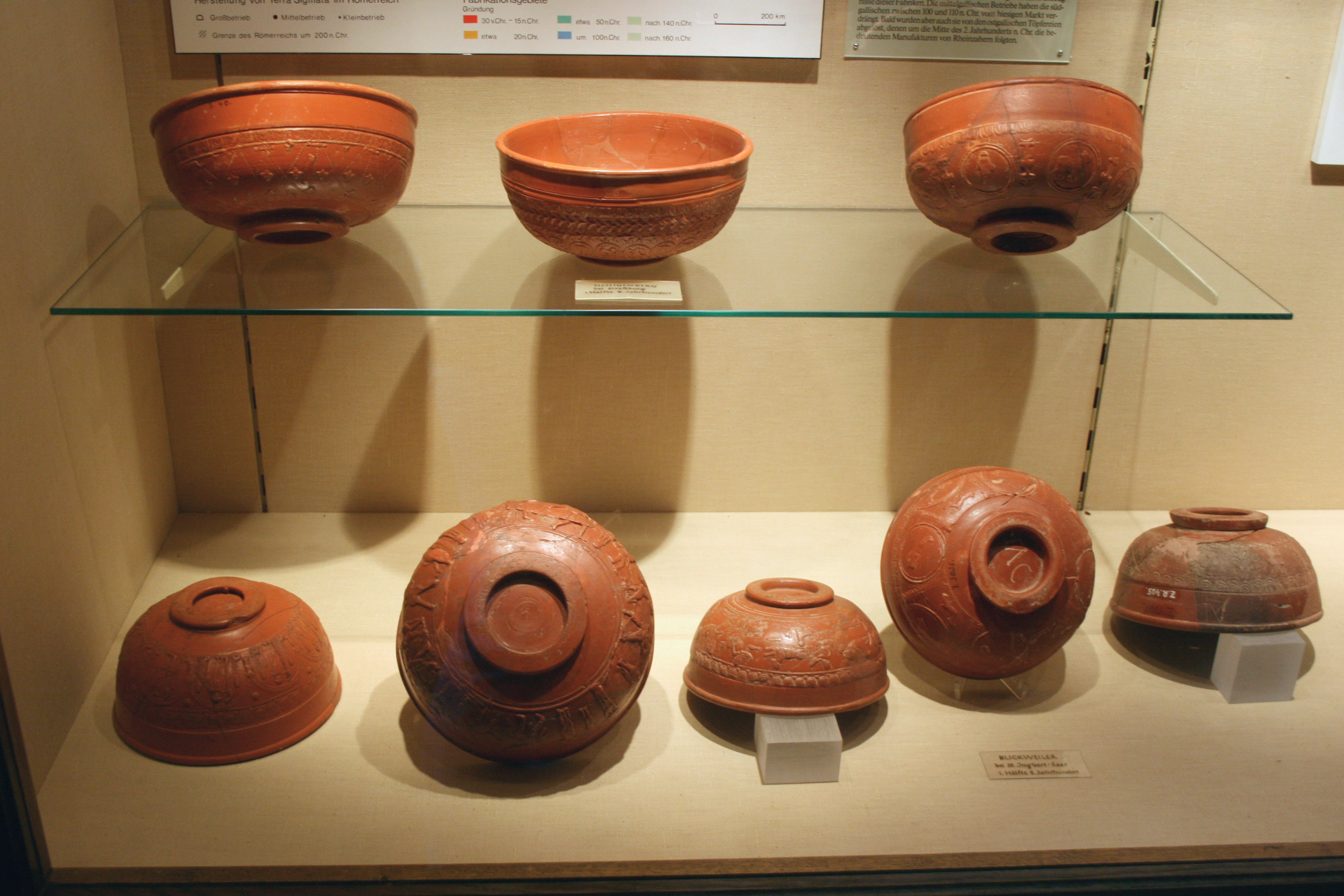
Давньоримська кераміка

З кінця республіканської, а особливо з початку ранньоімперської доби збільшення потреб спричинило необхідність існування великих майстерень. Але промислове виробництво було мінімальним, тому що бідна більшість не могла платити за продукцію; цей факт значно завадив технічному прогресу. Урбанізація в західній частині імперії також була мінімальною через бідність регіону. Основними засобами промислового виробництва були раби, а не технології. 

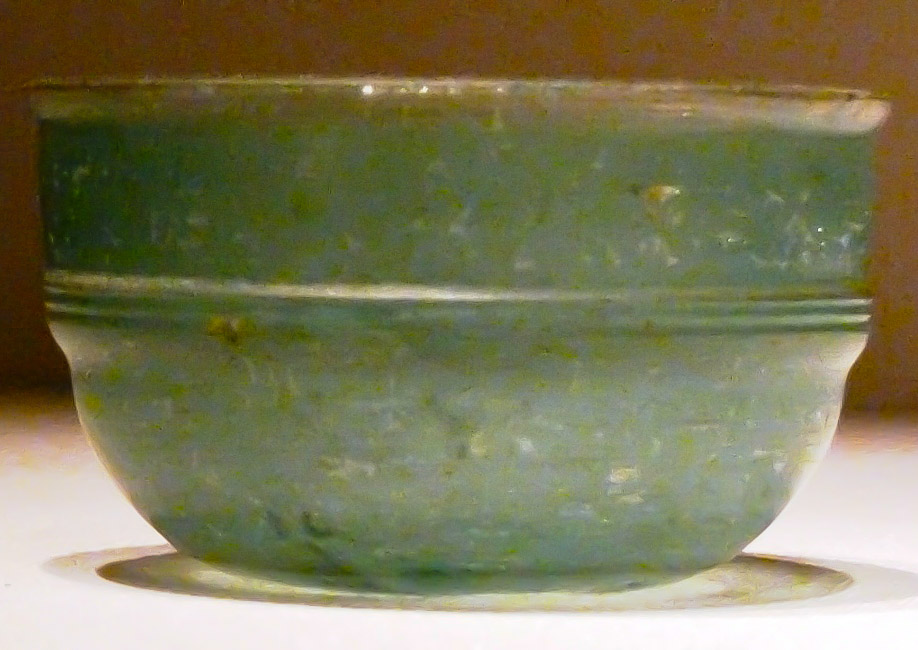
Римська чашка із зеленого скла

Вироблялися переважно кераміка терра сігіллата (кухонний посуд, амфори для зберігання, світильники), одяг (насамперед туніки, взуття), предмети розкошів, парфюми, обкорбка коштовностей, бронзові речі, скло і дзеркала, зброя. Якісна кераміка експортувалася в найбільші міста імперії.
З II ст. н.е центри виробництво поступово переносяться з Італії та Балкан до віддалених провінцій: кераміка — до центральної й східної Галлії, обробка металів — до Бетіки та Карфагенської Іспанії, все більшу вагу набувають східні міста — Новий Рим, Нікомедія, ефес, Антіохія, Дамаск, Александрія.

### Підприємництво
За часів Республіки через необхідність обслуговування потреб все більшої кількості потреб населення з'являються перші бізнесові установи. Насамперед це пральні (фуллоніки), цирюльні (тонстріни), таверни (крамниці), попіни (заклади швидкого харчування). Працюють водоноси (акварії), двірники (скопарії), вуличні вчителі (літтератори)
З II ст. до н. е., коли виникла потреба в збирання податків з провінцій, розширилися кордони та можливості торгівлі, все більшу вагу набуває ставн вершників. Вони займалися торгівлею, розбудовою великих майстерень, що виготовляли продукцію на експорт, відкупами, банківськими операціями, лихварством. З'являються перші банкіри (аргентарії), відкупники та збирачі податків (публікани). Також приймали подряди на зведення будинків, мостів, доріг, акведуків, стали брати в оренду копальні.
Зростання населення, особливо у великих міста (Римі, Капуї, Неаполі, Медіолона, Аквілеї, Антіохії, Кафрагені, Александрії) призвела до необхідності зведення багатоповерхових будинків (інсул), що поділялися на квартири (ценакули). Зазвичай вони сягали 6 поверхів, хоча окремі сягали 10. Так за часів імператора Септимія Севера у Римі нараховувалося 46602 інсул. Впливові сенатори, заможні вершники та публікани були власниками більшості інсул. Вони у II ст. зазвичай здавали в оренду 1 інсулу підприємцям з вільновідпущеників за 30 тис.с естерціїв на рік. Останній вже здав в оренду ценакули, отримуючи щорічно 40 тис. сестерціїв. В свою чергу деякі орендарі здають в оренду частину ценакули або усю.

### Торгівля
Була вагомим сектором Римської економіки у ранній Республіці і протягом всього імперського періоду. Плебеї і вільновідпущені тримали магазини або намети з продавцем на ринках. Хоча в теорії члени Римського Сенату та їхні сини мали обмеження на участь у торгівлі, члени класу вершників займалися різними бізнесами, незважаючи на цінності їх вищого класу, що мали акцент на військових заняттях та дозвіллі.
Бухгалтерія римської торгівлі велася за допомогою підрахункових дощок і римських абаків. Абак, який використовував римські цифри, ідеально підходив для підрахунку римської валюти та обліку римських мір.

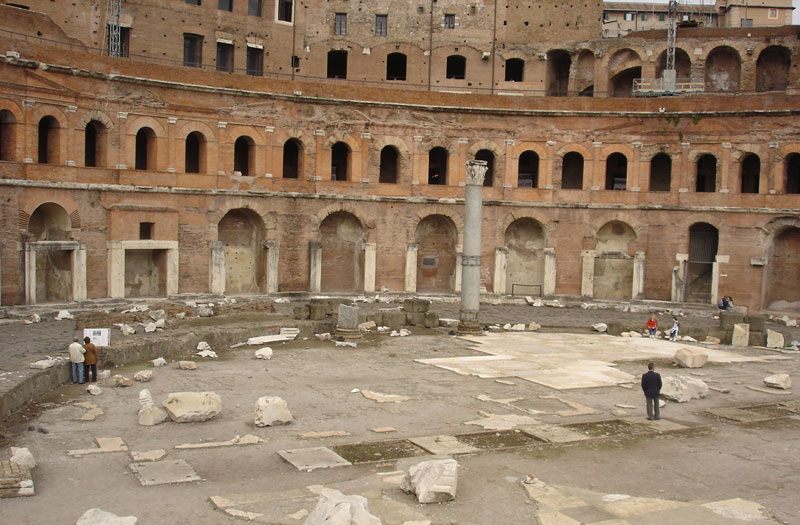
Ринок Траяна

Таберни представляли перші торгові точки в містах (на кшталт крамниць), що означало початок зростання та розширення економіки загалом. Тут продавали велику різноманітність сільськогосподарських або ремісничих виробів. За часів імперії військові табори становили центри торгівлі, куди доправлялися не лише місцеві товари, а й з інших частин держави. В подальшому стали споруджуватися великі ринки. Ще в царську добу утворився ринок Бичачий форум, в республіканський період — Олійний форум, Римський форум.

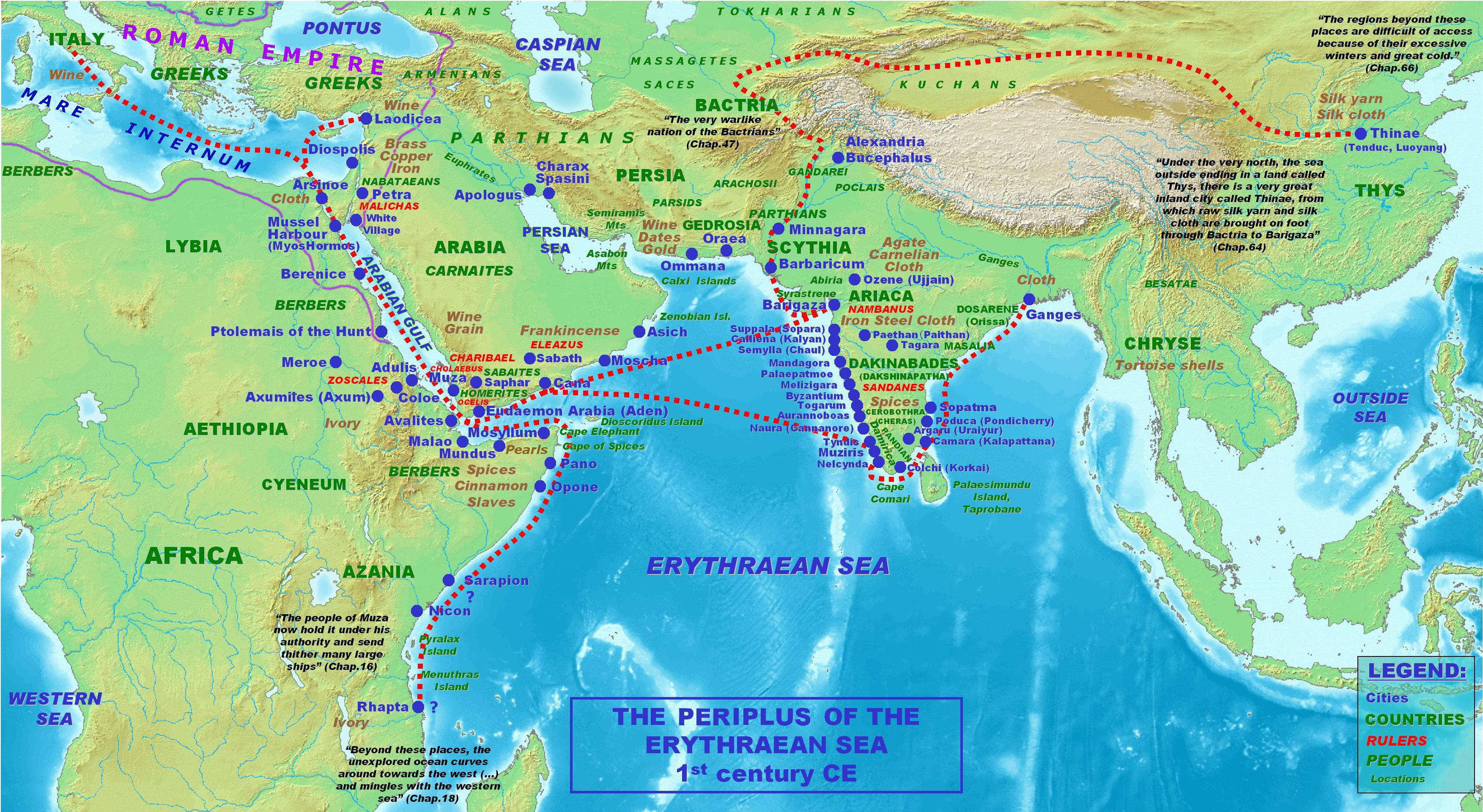
давньоримська торгівля в Індійському океані в II ст. н. е.

Була розвинена як внутрішня, так й зовнішня торгівля. Усі великі міста були її центрами. Через Александрію Єгипетську відбувалася торгівля з Індією та Аравією, насамперед спеціями. Також існувала торгівля з Балтикою (так званий бурштиновий шлях, прикаспійськими землями, римські купці брали участь в транссахарській торгівлі. Розвитку внутрішньої торгівлі сприяло прокладання щільної мережі шляхів та мостів майже у всіх провінціях Римської імперії. Пересічний чоловік міг перенести близько 50 кг на невеликій відстані, верблюди до 180 кг і мули 110 кг навіть на великі відстані (до 45 км).

Річки також становили важливі шляхи зв'язку, особливо в Галлії та Германії. Не менш важливим був Ніл в Єгипті, який використовувався для перевезення великої кількості харчів. 

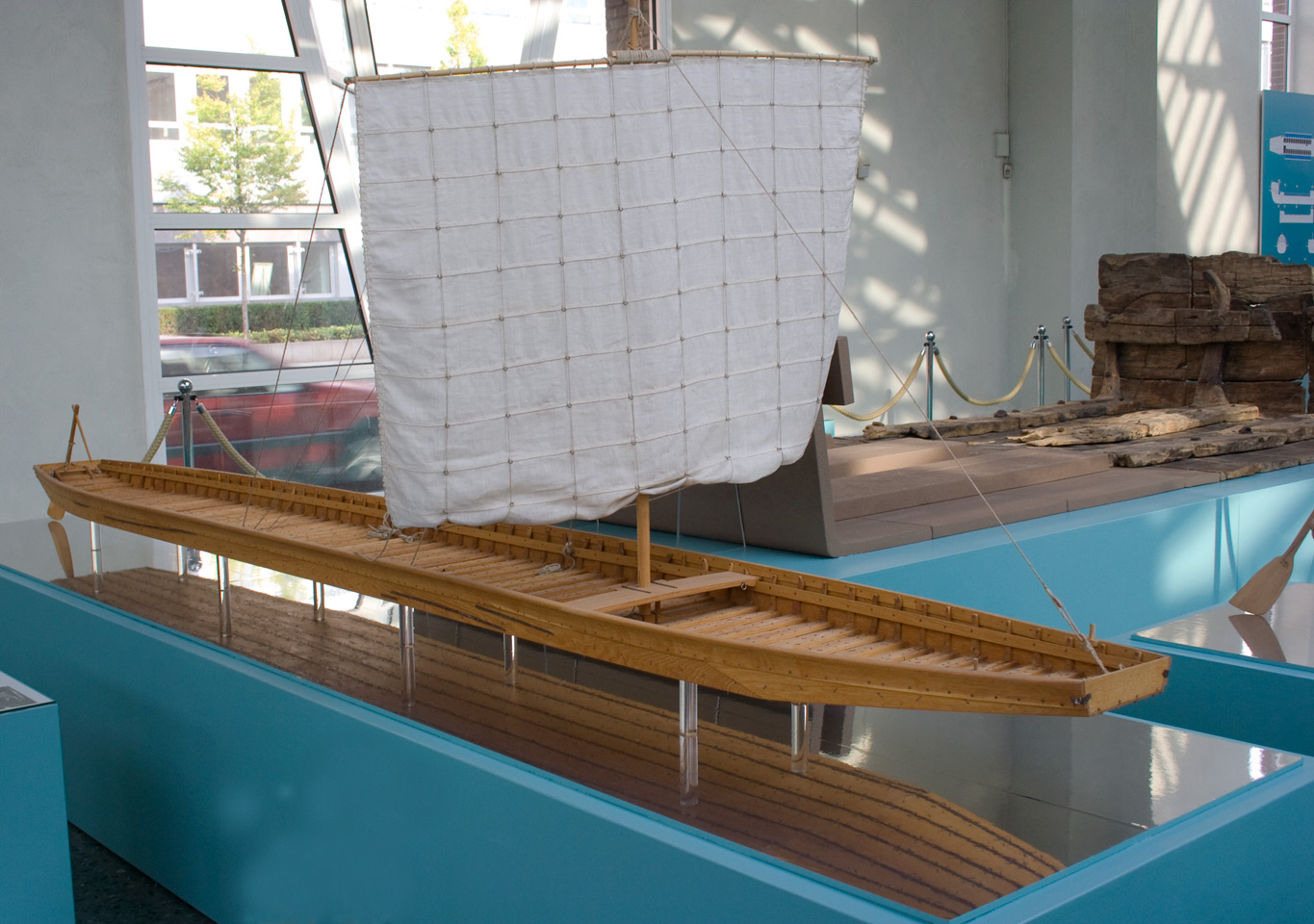
Вантажний човен з Рейну

Розміри річкових суден значно різнилися: від човнів (вантажністю до 35т) до барж завдовжки 30 м, що перевозили до 100 т вантажів. Наявність потужних Олександрійського та Мезенського флотів, знищення піратства сприяло морській торгівлі в Середземномор'ї. середня вантажність морських суден становила 100—200 т, найбільша сягала 1300—1500 т. (лише поодинокі судна). Зважаючи на високий ризик морських переїздів через часті бурі (з III ст. до них додалися пірати), позики в цій справі можна було отримати лише за рахунок виплати високих процентних ставок, що в середньому дорівнювали 30—33 %.
Римські купці зважували товар, використовуючи або прості ваги, або безмін. Вага вказувався в лібрах (327,5 г) і унціях (27,3 г). Мірою обсягу сипучих тіл був модій (8,78 л), а рідин - амфора (26,3 л).

## Фінанси
Практика давньоримських фінансів, спочатку започаткована за грецьким зразком, розвивалася в II столітті до н. е. з розширенням римської монетизації. Римські еліти займалися приватним кредитуванням для різних цілей, і для їх задоволення виникла низка банківських моделей.
Значну частину становили державні фінанси. В царський період збиралися митні збори, пасовищні збори (скриптури). Існували також безкоштовні послуги, які громадянин надає державі, наприклад обробку землі. Також розглядалася низка випадкових надходжень, таких як конфіскація товарів (bona damnatorum) і військова здобич.
У республіканські часи римські громадяни сплачували податок на землю та товари (Tributum ex census) пропорційно своєму багатству для покриття витрат на війну. Після 167 року до н. е. італійські території були звільнені від цього оподаткування, яке натомість нараховувалося лише провінціям. Виплати в натурі, десятину (декуму) поступово замінювали стипендією чи переписом tributum ex і виплачували грошима відповідно до потреб на даний момент. З часом додалися податки на капітал (tributum per capita), на колони (columnarium). Пізніше гірниче виробництво стало державною монополією. Державна скарбниця зберігалася в ерірії.
Становлення Римської імперії сприяла розвитку податкової системи, засобів стягнення та форм податків. На початку існування було впроваджено нові податки — vicesima libertatis або manumissionum (5 % податок на купівлю рабів); vicesima hereditatum (5 % податок на спадщину, потім збільшено до 10 %); vectigalia (1 % від продажів), aes uxorium (для неодружених), судовий збір та латріну (громадську вбиральню). Після едикту Каракалли про надання громадянства усім вільним мешканцям Римської імперії кількість оподаткованих осіб збільшилася. Імператор Костянтин I запровадив посаду коміта священних дарів, що очолив фінанси імперії.
За часів імператора Августа ВВП становив близько 5 млрд. денаріїв, в часи розквіту у II ст. — майже 7 млрд, з початку кризи III ст. зменшився до 5,4 млрд.
Значною проблемою були витрати на армію, яка постійно збільшувалася (з 260 тис. в I ст. н.е. до 442 тис. в III ст). Витрати на неї зростали відповідно з 123 млн денарів (2,5 % ВВП) до 223 млн денаріїв (4,1 % ВВП). Втім через переважно натуральний характер господарств військові витрати фактично становили близько 75 % загального державного бюджету.
На час приходу Діоклетіана до влади, грошова система була майже зруйнована: навіть держава вимагала сплати податків у натуральній формі замість денарію, що на той час став головною монетою.

### Гроші
Першу стандартизовану монету (ас) було впроваджено 335 року до н. е. Це була мідна монета. Потім стали карбувати срібний денарій в місті Куми (Римська Кампанія. Близько 260 року до н. е. запроваджено монетний двір у Римі, де стали карбувати свій денарій. Поряд з ним випускали срібний сестерцій. Узгодженість республіканської системи забезпечувалась фіксованими курсами обміну: 1 аурей = 25 денаріям = 100 сестерціям = 400 асам. Починаючи з Гая Юлія Цезаря сестерцій стає бронзовим. Аурей залишається золотим (його переважно використовували в міжнародній торгівлі), а денарій — срібним. В період республіки держава діяла розсудливо в регулюванні карбування, чим займалися монетарії.
За часів імперії ключовою монетою став сестерцій. У 23 році до н. е. імператор Октавіан Август встановив наступне співвідношення: 1 сестерцій = 2 дупондія = 4 аса, 8 семісів = 16 квадрантів. У I ст. н. е. відновідно до досліджень 1 сестерцій відповідав сучасним 2 євро.